# 平井伯昌
平井　伯昌（ひらい のりまさ、1963年5月31日 - ）は、日本の水泳指導者。東京都出身。東洋大学教授、同大学体育会水泳部監督。東京スイミングセンターヘッドコーチ。日本水泳連盟理事・前競泳委員長、前競泳日本代表ヘッドコーチ。

## 経歴
小学校低学年時から東京スイミングセンターで水泳を始める。早稲田中学校・高等学校を経て、1982年早稲田大学社会科学部に入学。在学中は水泳部に所属した。
1984年のロサンゼルスオリンピックで日本選手の大麻吸引問題が発覚したことがコーチとなるきっかけとなった。
大学卒業後は東京スイミングセンターへ入社し、水泳指導者になる。

### アテネオリンピック・北京オリンピック
2004年のアテネオリンピック日本選手団で北島康介、中村礼子のコーチを務め、2008年の北京オリンピック日本選手団では水泳日本代表コーチに就任。東京スイミングセンターで北島康介、中村礼子を指導し、北島が男子100m平泳ぎ、男子200m平泳ぎの2種目で金メダルを獲得し、中村が女子200m背泳ぎで銅メダルを獲得するなどメダリストたちを育て上げる。

### ロンドンオリンピック
北京オリンピック以降は上田春佳、加藤ゆか、寺川綾を指導。
2009年3月、早稲田大学大学院スポーツ科学研究科修士課程修了。同年6月に司法書士の女性と結婚。
2012年ロンドンオリンピック競泳日本代表ヘッドコーチを兼務。寺川綾は女子100m背泳ぎと女子400mメドレーリレーの両方で銅メダルを獲得した。この女子400mメドレーリレーでバタフライを泳いだ加藤ゆかと自由形を泳いだ上田春佳も平井が指導していた。2012年11月に日本水泳連盟との契約を2016年リオデジャネイロオリンピック終了まで延長。

### 東洋大学教授
2011年4月以降、東洋大学水泳部にボランティアとしてコーチ参加を行った。2013年4月に東洋大学法学部准教授 兼 水泳部監督に就任。萩野公介をはじめ、内田美希、宮本靖子、地田麻未、大橋悠依などの指導に当たる。2017年4月に同教授に昇格。

### 競泳委員長
2015年6月、日本水泳連盟理事に就任し、競泳委員長を兼務する。
2016年頃、イトマン特別コーチに就任した。
2021年6月、日本水連競泳委員長が梅原孝之に交替。
2021年7月、東京五輪をもって日本代表競泳ヘッドコーチを退任。
2024年3月、日本代表競泳コーチに復帰。